# جی‌دی‌اس هاروکاز (دی‌دی-۱۰۱)
جی‌دی‌اس هاروکاز (دی‌دی-۱۰۱) (به انگلیسی: JDS Harukaze (DD-101)) یک کشتی است که طول آن ۱۰۶ متر (۳۴۷ فوت ۹ اینچ) می‌باشد. این کشتی در سال ۱۹۵۶ ساخته شد.